# Thlaspi arvense
L'erba storna comune, erba storna dei campi  o tlaspi dei campi (Thlaspi arvense L., 1753) è una piccola pianta erbacea, appartenente alla famiglia Brassicaceae.

## Tassonomia
La famiglia delle Brassicaceae (assieme alle Asteraceae) è una delle più numerose delle Angiosperme con circa 350 generi e 3000 specie, diffusa principalmente nella fascia temperata e fredda del nostro globo. Il genere Thlaspi comprende oltre un centinaio di specie, una quindicina delle quali sono presenti spontaneamente sul territorio italiano. 

Il Sistema Cronquist assegna la famiglia delle Brassicaceae all'ordine Capparales mentre la moderna classificazione APG la colloca nell'ordine delle Brassicales. Sempre in base alla classificazione APG sono cambiati anche i livelli superiori (vedi tabella a destra).

Nelle classificazioni più vecchie la famiglia del genere Thlaspi era chiamata anche Crociferae e a volte Cruciferae.

Il genere Thlaspi è diviso in sezioni. L'“Erba stona comune” appartiene alla sezione “SCORODOTHLASPI” in quanto ha odore di aglio.

### Variabilità
Thlaspi arvense appartiene ad un genere ancora da chiarire a fondo in quanto le differenziazioni geografiche nelle varie specie creano delle stirpi localizzate di difficile sistemazione tassonomica.

Qui di seguito è indicata una sottospecie di Thlaspi arvense :
- Thlaspi arvense L. var. sinuatum H. Lév. (1916)

### Sinonimi
La specie di questa scheda ha avuto nel tempo diverse nomenclature. L'elenco che segue indica alcuni tra i sinonimi più frequenti:
- Crucifera thaspi E.H.L.Krause (1902)
- Teruncius arvensis (L.) Lunell (1916)
- Thlaspi collinum M. Bieb. (1808)
- Thlaspidea arvensis (L.) Opiz (1852)
- Thlaspidium arvense (L.) Bubani (1901)

## Etimologia
Il nome generico (Thlaspi) ha una origine ellenica nel vocabolo (è un verbo) ”thlaò” (= io schiaccio, comprimo), alludendo probabilmente alle forme discoidali appiattite del frutto di questa pianta molto più evidente del fiore stesso. Mentre L'epiteto specifico (“arvense”) fa riferimento al suo habitat tipico: nei campi. 

Il binomio scientifico attualmente accettato (Thlaspi arvense) è stato proposto da Carl von Linné (Rashult, 23 maggio 1707 –Uppsala, 10 gennaio 1778), biologo e scrittore svedese, considerato il padre della moderna classificazione scientifica degli organismi viventi, nella pubblicazione Species Plantarum del 1753. 
 
In lingua tedesca questa pianta si chiama Acker-Täschelkraut; in francese si chiama Tabouret des champs oppure Herbe aux écus; in inglese si chiama: Field Penny-cress.

## Descrizione

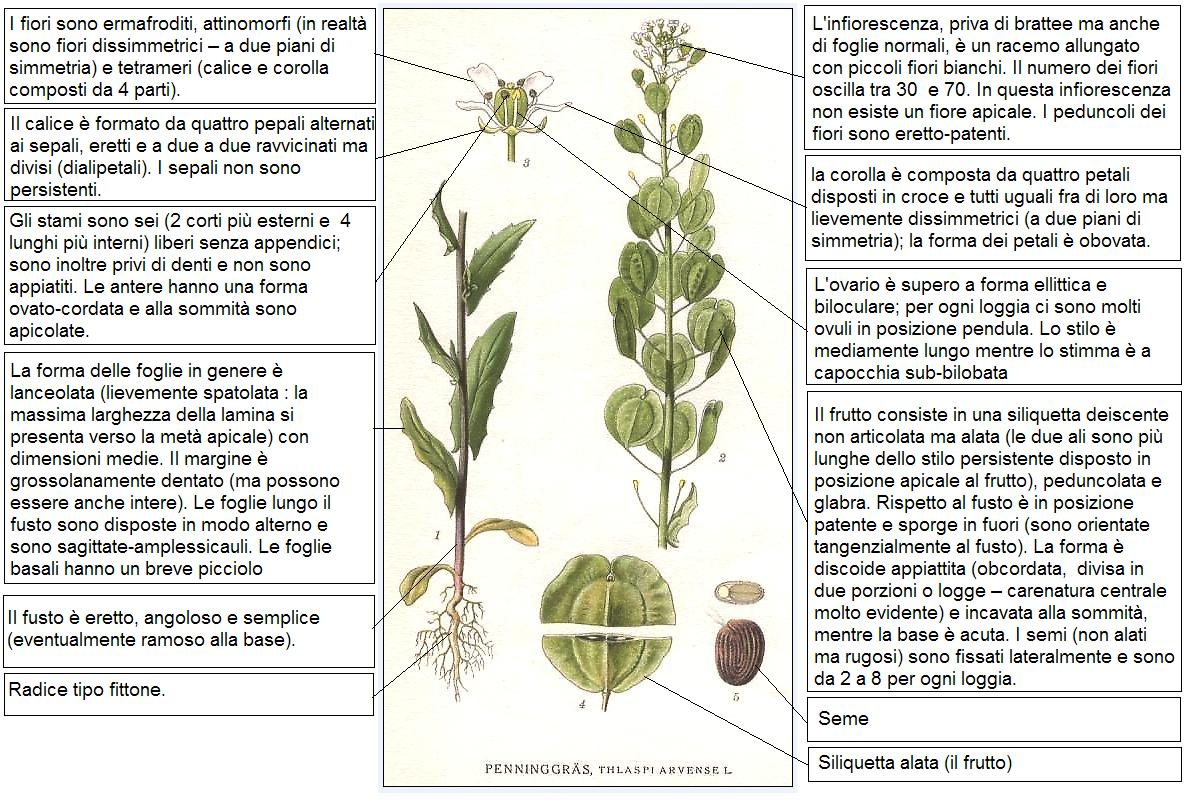
Descrizione delle parti della pianta

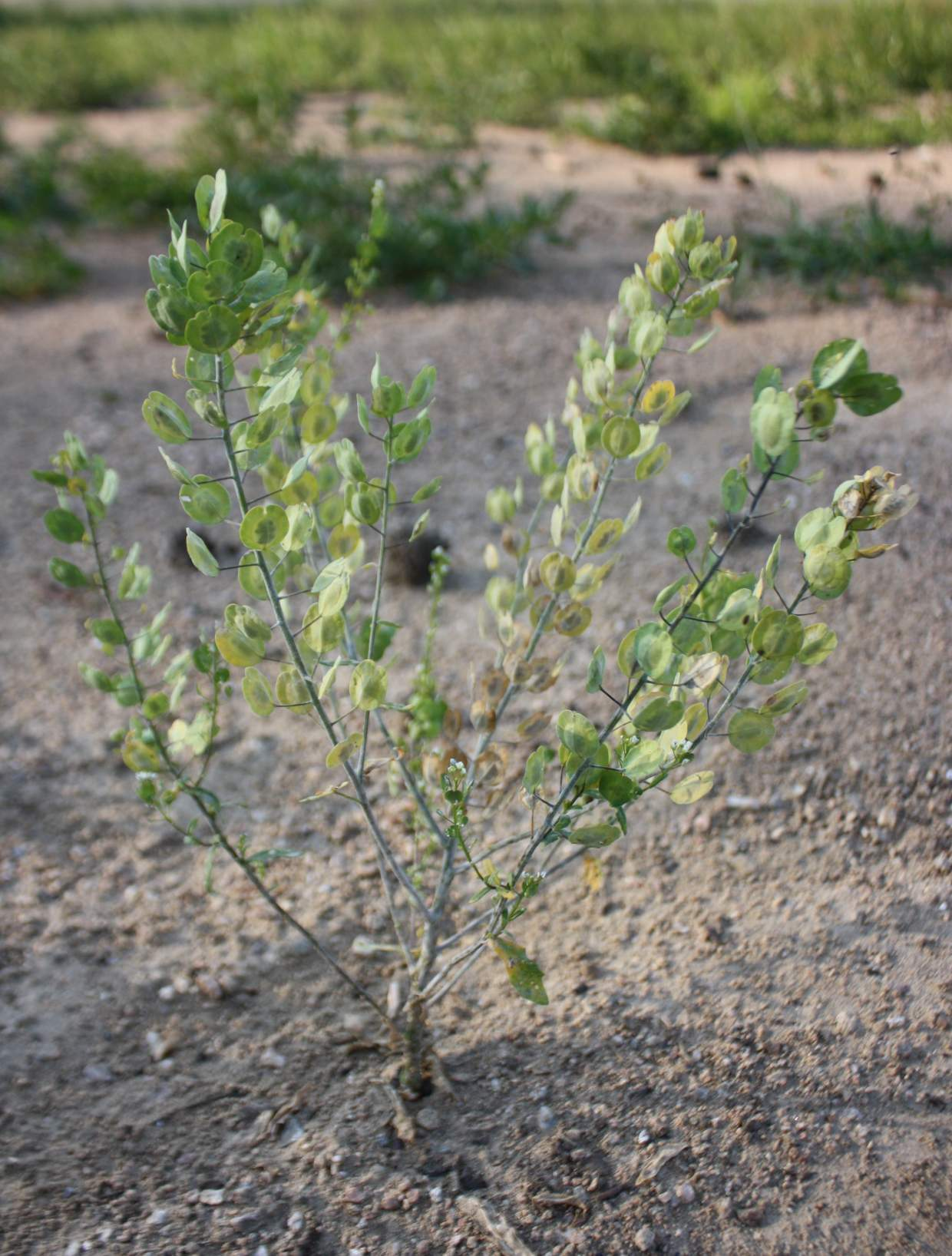
Il portamento

La pianta di questa scheda ha un ciclo biologico annuale (senza getti sterili), è glabra e di colore glauco. Ha odore di aglio. L'altezza media della pianta è di 30 – 60 cm (altezza minima anche 10 cm). La forma biologica è terofita scaposa (T scap), ossia sono piante erbacee che differiscono dalle altre forme biologiche poiché, essendo annuali, superano la stagione avversa sotto forma di seme; sono inoltre munite di asse fiorale eretto e con poche foglie. 

### Radici
Radice tipo fittone.

### Fusto
Il fusto è eretto, angoloso e semplice (eventualmente ramoso alla base).

### Foglie
La forma delle foglie in genere è lanceolata (lievemente spatolata: la massima larghezza della lamina si presenta verso la metà apicale) con dimensioni medie: larghezza 2 cm; lunghezza 6 cm. Il margine è grossolanamente dentato (ma possono essere anche intere). Le foglie lungo il fusto sono disposte in modo alterno e sono sagittate-amplessicauli. Appassiscono precocemente per cui è facile trovare individui privi di foglie. Le foglie basali hanno un breve picciolo di 0,5 – 3 cm.

### Infiorescenza

Infiorescenza
Località: Le Laste, Limana (BL), 661 m s.l.m. - 15/04/2009

L'infiorescenza, priva di brattee ma anche di foglie normali, è un racemo allungato con piccoli fiori bianchi. Il numero dei fiori oscilla tra 30 e 70. In questa infiorescenza non esiste un fiore apicale. I peduncoli dei fiori sono eretto-patenti. Lunghezza del peduncolo : 1 cm. Lunghezza dell'infiorescenza (compresa la fruttificazione) : 25 cm.

### Fiore

I fiori
Località: Le Laste, Limana (BL), 661 m s.l.m. - 15/04/2009

I fiori sono ermafroditi, attinomorfi (in realtà sono fiori dissimmetrici – a due piani di simmetria) e tetrameri (calice e corolla composti da 4 parti). Diametro del fiore 4 – 5 mm.
- Formula fiorale:

* K 2+2, C 4, A 2+4, G 2 (supero)
- Calice: il calice è formato da quattro sepali, eretti e a due a due ravvicinati ma divisi (dialipetali). I sepali non sono persistenti. Lunghezza dei sepali: 1 – 2 mm. Il colore del calice è giallo-rossastro.
- Corolla: la corolla è composta da quattro petali, alternati ai sepali, disposti in croce e tutti uguali fra di loro; la forma dei petali è obovata. Dimensione dei petali: larghezza 1,5 – 2 mm; lunghezza 2 – 4 mm.
- Androceo: gli stami sono sei (2 corti più esterni e 4 lunghi più interni) liberi senza appendici; sono inoltre privi di denti e non sono appiattiti. Le antere hanno una forma ovato-cordata e alla sommità sono apicolate (terminati con una punta più o meno robusta). Lunghezza degli stami : 1,5 – 2 mm. Lunghezza delle antere : 0,5 mm.
- Gineceo: l'ovario è supero a forma ellittica e bi-loculare; per ogni loggia ci sono molti ovuli in posizione pendula. Lo stilo è mediamente lungo mentre lo stimma è a capocchia sub-bilobata.
- Fioritura: da maggio ad agosto.
- Impollinazione: l'impollinazione è entomogama (è possibile anche una 
autogamia tramite gli stami più corti).

### Frutti

I frutti
Località: Le Laste, Limana (BL), 661 m s.l.m. - 15/04/2009

Il frutto consiste in una siliquetta deiscente non articolata (suddivisa in segmenti) ma alata (le due ali sono più lunghe dello stilo persistente disposto in posizione apicale al frutto), peduncolata e glabra. Rispetto al fusto è in posizione patente e sporge in fuori (le siliquette sono orientate tangenzialmente al fusto). La forma è discoide appiattita (obcordata, divisa in due porzioni o logge – carenatura centrale molto evidente) e incavata alla sommità, mentre la base è acuta. I semi (non alati ma rugosi) sono fissati lateralmente e sono da 2 a 8 per ogni loggia. Larghezza del frutto 11 – 16 mm. Lunghezza dei peduncoli : 10 – 12 mm. Larghezza media delle ali: 3 mm. Lunghezza dello stilo persistente : 0,1 – 0,3 mm.

## Distribuzione e habitat
- Geoelemento: il tipo corologico (area di origine) è Ovest – Asiatico oppure Eurasiatico (viene definito anche Archeofita).
- Diffusione: in Italia, a parte le isole, questa pianta è diffusa ovunque. In Europa è altrettanto comune come anche in Asia e nell'America del Nord.
- Habitat: l'habitat tipico sono i campi di cereali (può essere considerata una pianta infestante), gli orti e le zone ruderali. Il substrato preferito è sia calcareo che siliceo con pH neutro e alti valori nutrizionali del terreno che deve essere mediamente umido.
- Diffusione altitudinale: sui rilievi queste piante si possono trovare dai 50 fino ai 2200 m s.l.m.; frequentano quindi i seguenti piani vegetazionali: collinare e montano.

## Fitosociologia
Dal punto di vista fitosociologico la specie di questa scheda appartiene alla seguente comunità vegetale:
Formazione : delle comunità terofiche pioniere nitrofile
Classe : Stellarietea mediae
Ordine : Papaveretalia rhoeadis
Alleanza : Veronico-Euphorbion

## Usi

### Farmacia
- Sostanze presenti: solfuro di allile, “rodoballile”, “mirosina” e sinigrina[3].
- Proprietà curative: anticamente i semi si usavano per chiarificare il sangue col nome di ”Semen Thlaspeos”. Altre proprietà curative (sempre per la medicina popolare) sono: diuretica (facilita il rilascio dell'urina), febbrifuga (abbassa la temperatura corporea), antibatterica (blocca la generazione dei batteri) e antireumatica[3][7].
- Parti usate: le foglie e i frutti.

### Cucina
Le giovani foglie possono essere usate come insalata (ma non in quantità abbondante in quanto sono abbastanza amare). Possono essere anche mangiate cotte. I semi hanno un gusto simile alla senape..

### Giardinaggio
L'interesse economico per questa pianta è minimo, a parte l'impiego nei giardini rocciosi o alpini. Sono piante da coltivarsi in terreno comune ma in posizione soleggiata. Si riproducono per seme o divisione dei cespi.

## Galleria d'immagini

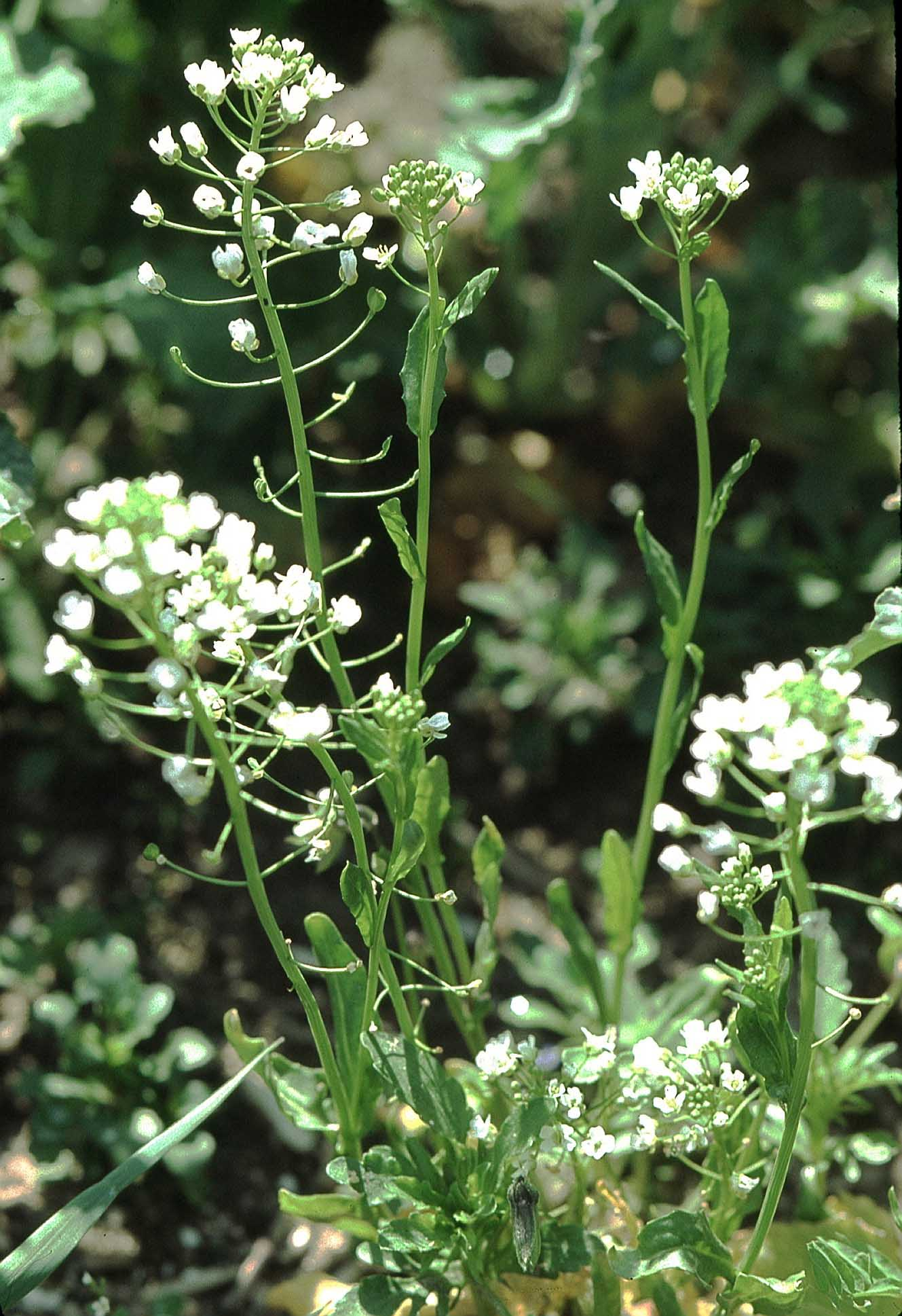
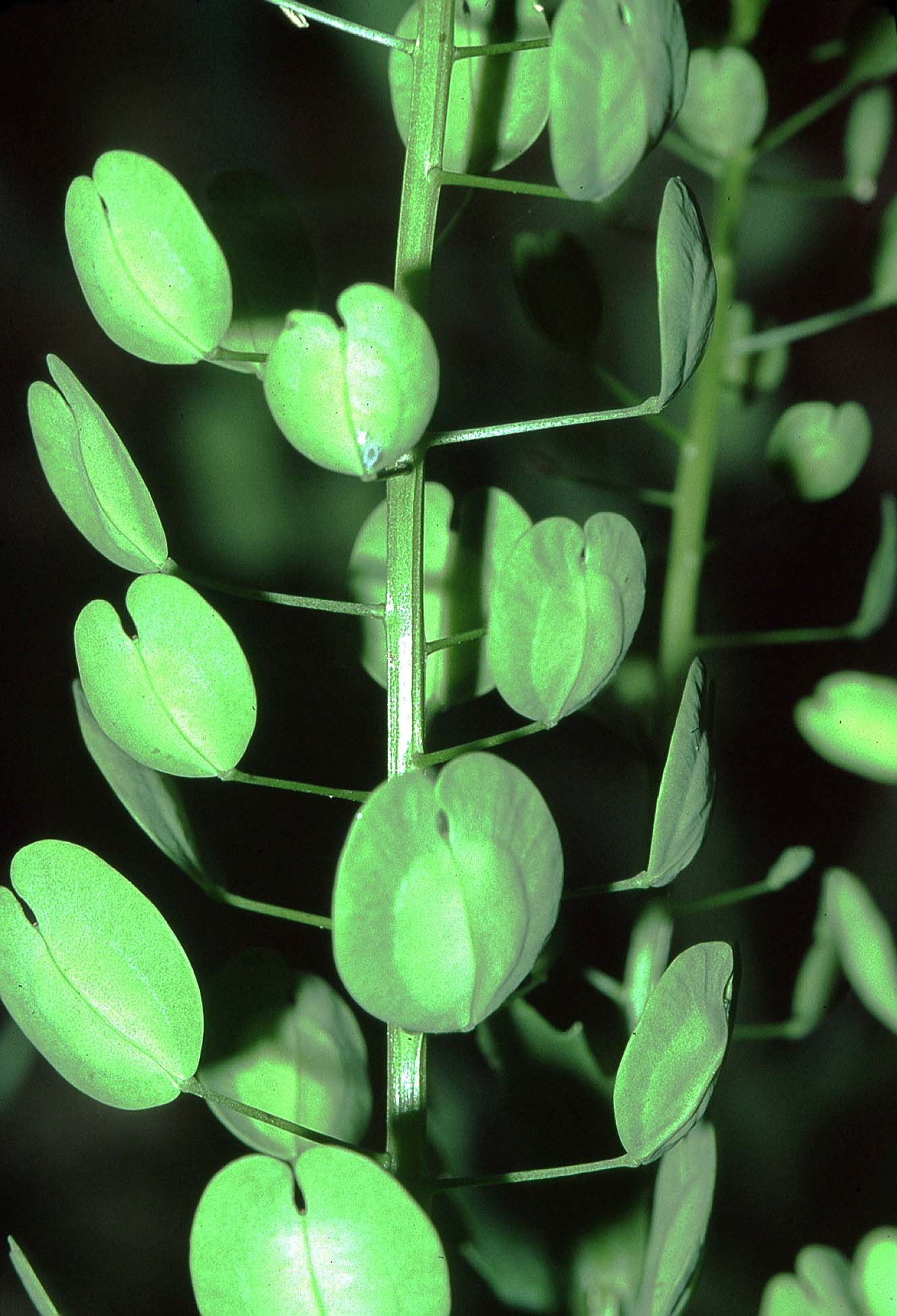
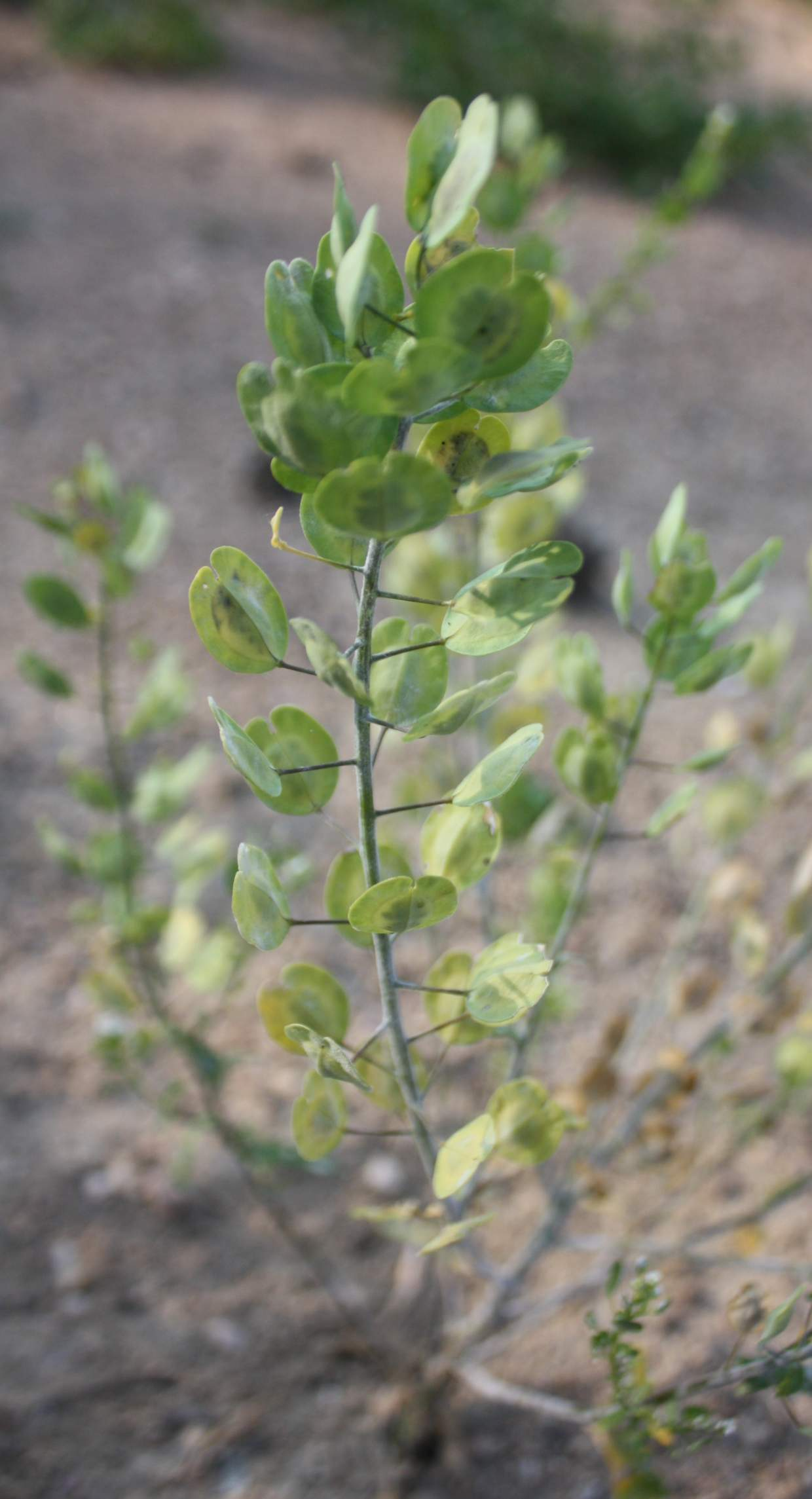
Località: Le Laste, Limana (BL), 661 m s.l.m. - 15/04/2009